# The Charles Hotel
Pour les articles homonymes, voir Charles.
The Charles Hotel est un grand hôtel situé au 28 Sophienstrasse dans le quartier de Maxvorstadt à Munich en Bavière. Il a été construit en 2007 sur une portion de l'ancien jardin botanique près de la gare principale. 

## Description
L'hôtel est géré par Rocco Forte & Family (Munich), qui appartient au groupe britannique Rocco Forte Hotels. L'hôtel dispose de 160 chambres, dont 28 suites, un espace de réunion, une grande salle de bal pour 300 invités, un restaurant, plusieurs bars et une piscine. 

## Architecture
L'immeuble de huit étages a été construit dans le style Art Déco par les architectes berlinois Hilmer & Sattler et Albrecht. La construction a débuté le 1er juin 2005 et s'est terminée le 1er juillet 2007. L'architecture a remporté plusieurs prix, dont le Villegiature Award pour la "Meilleure Architecture Hôtelière en Europe" en 2008 et le "Prix allemand de la Pierre Naturelle".

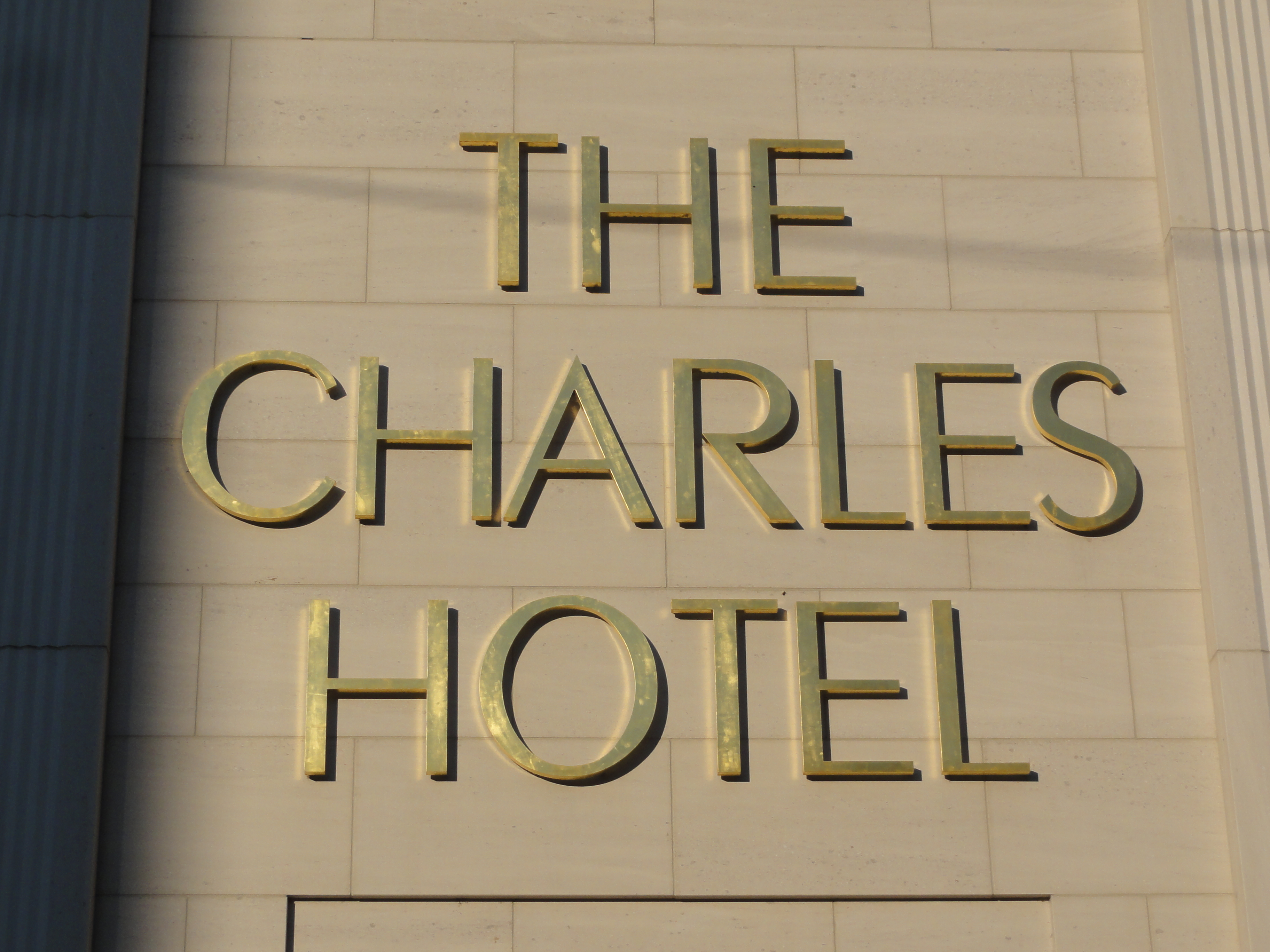
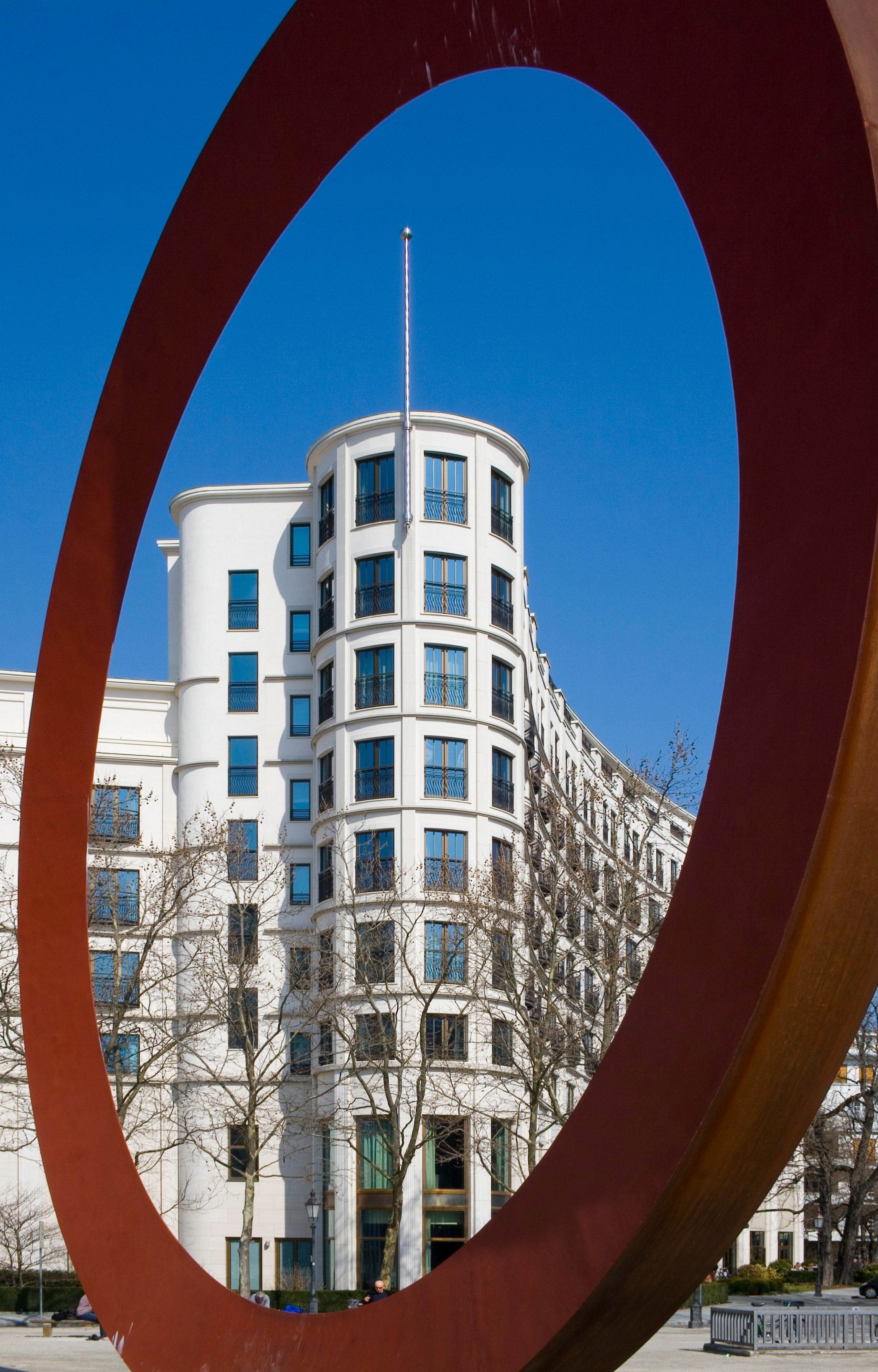
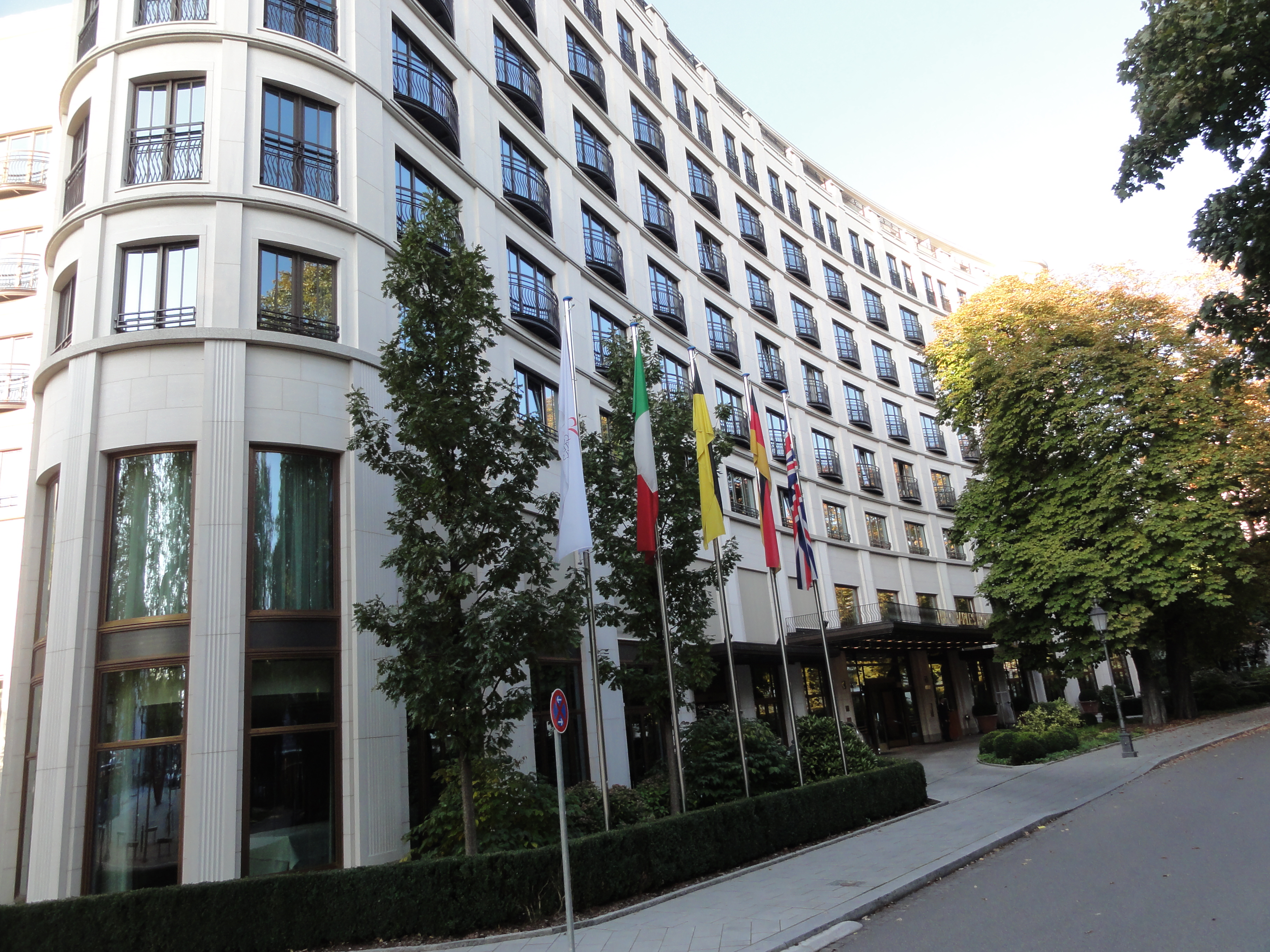